# 二村ヒトシ
二村 ヒトシ（にむら ひとし、1964年11月27日 - ） は、日本のAV監督・作家。東京都港区六本木出身。本名:二村 仁（読み同じ）。血液型B型。既婚。

## 人物・来歴
父は読売新聞社の記者、母は六本木で皮膚科と泌尿器科のクリニックを開業していた医師であったが、3歳の頃に離婚した。慶應義塾幼稚舎、慶應義塾普通部を経て、慶應義塾高等学校を卒業後、慶應義塾大学文学部に5年通った後に中退。大学在学中の1984年より、劇団「パノラマ歓喜団」を主宰。演劇活動を続けながら、1987年よりAV男優として、村西とおる率いるダイヤモンド映像の作品などに出演。
1997年、AV監督としてデビュー、高橋がなりのソフト・オン・デマンドなどから作品を発売。2000年2月、ブリガドーン（×2.5P）の公演「SEXは、なぜ楽しいのか？」の企画・構成・演出をつとめた。
2001年、ドグマ設立に参加。2004年、オレンジ通信、AVフリーク両誌で最優秀監督賞受賞。第3回D-1クライマックス優勝。2008年、ドグマ専属監督を離れてフリーとなる。ドグマ監督時代には、単体女優の濃厚キス、はりがた騎乗位、ダブル痴女（女2人と男1人による3P）、集団痴女、ちんぐり騎乗位、男の乳首を責める女、ふたなり等、近年の痴女系AVで見られるユニークな演出を多く創案、構築した。また、撮影中に実際にマスターベーションしながらAV監督業務を行うことがあるため、ビデオパッケージのスタッフ紹介に「監督」ではなく「撮影現場でチンチンいじってた人」と表記されたこともある。
2011年11月、アダルトビデオメーカーMotheRs（マザーズ）を設立。
2012年、著書『すべてはモテるためである＜文庫版＞』イースト・プレスを刊行。ジェンダー問題と親子関係、草食男子問題に言及する恋愛本ブームの草分けとなり、以降、執筆活動も活発に行うようになる。
2017年、日本「性とこころ」関連問題学会 第9回学術研究大会に招聘。榎本クリニック院長である山下悠毅と対談した。
2018年12月、大手クラウドファンディングプラットフォームCAMPFIREにて、「SODを作った稀代の実業家・高橋がなりにお客様の人生相談にのる喫茶店をやらせたい」プロジェクトの立ち上げを発表。
2023年末より二村ヒトシを中心に「AV産業の適正化を考える会」を立ち上げ、AV出演被害防止・救済法の改正、いびつな構造の改革を訴える。

## 代表作
- 『美しい痴女の接吻とセックス（性交）』シリーズ
- 『発情ダブルまんこ』シリーズ
- 『妹に犯されたい…。』シリーズ
- 『妹が乳がデカすぎて。
- 『ふたなりレズビアン』シリーズ
- 『マンコがマンコに恋をする理由（わけ）』シリーズ
- 『すべての女性があなたより背が高い世界』
- 『たっぷり接吻　ねっとりフェラチオ　がっつり騎乗位』シリーズ
- 『責め好き少女が増えている』
- 『マゾツンデレ　唐沢美樹』
- 『年下の女の子に叱られたら勃っちゃった。　美咲沙耶』
- 『おめこだらけ!』
- 『名門女子高おまんこ部』
- 『もっとも幸せな童貞の失い方』
- 『女格闘家・永井絵里香のキンタマ虐殺！』
- 『夏目ナナの密室と接吻とSEX』
- 『接吻・痴女・ふたなり・密室　南波杏』
- 『男根少女　森下くるみはペニスが生えた夢を見るか?』

## 著書
- 『すべてはモテるためである 「キモチワルイ」が「口説ける男」になる秘訣』（KKロングセラーズ・1998年）- 『モテるための哲学』と改題し幻冬舎より文庫化（2002年、解説上野千鶴子）

- 『恋とセックスで幸せになる秘密』イースト・プレス・2011年
- 『すべてはモテるためである』<文庫版> イースト・プレス・2012年
- 『淑女のはらわた 二村ヒトシ恋愛対談集』洋泉社・2014年
- 『なぜあなたは「愛してくれない人」を好きになるのか』<文庫版> イースト・プレス・2014年
- 『ある高校の哲学的な一日――『哲学の先生と人生の話をしよう』特別編 PLANETS ほぼ惑コレクション』PLANETS・2014年
- 『オトコのカラダはキモチいい』（共著：金田淳子、岡田育）KADOKAWA / メディアファクトリー・2015年
- 『ユリイカ 2015年9月号=男の娘 特集』青土社・2015年
- 『恋愛で暴走しないための技術』（幻冬舎plus＋／電子書籍）・2016年
- 『日本人はもうセックスしなくなるのかもしれない』（共著：湯山玲子）幻冬舎・2016年
- 『モテと非モテの境界線　ＡＶ監督と女社長の恋愛相談』（共著：川崎貴子）講談社・2016年
- 『秘技伝授　男ノ作法　人生と肉体を変革させる性交法則』（共著：田淵正浩）徳間書店・2016年
- 『僕たちは愛されることを教わってきたはずだったのに』KADOKAWA・2017年
- 『どうすれば愛しあえるの: 幸せな性愛のヒント』（共著：宮台真司）KKベストセラーズ・2017年
- 『たたみかた 第2号 男らしさ女らしさ特集』アタシ社・2018年
- 『欲望会議 「超」ポリコレ宣言』（共著：千葉雅也、柴田英里）KADOKAWA・2018年

## 出演番組
ラジオ
- 文化系トークラジオ Life 「草食系男子の本懐」[11] （TBSラジオ、2009年2月22日放送）

### abemaTV
- 身にしみる性教育の教科書をつくる企画会議[12][13]（VICEチャンネル、2016年12月18日放送）

### ニコニコ生放送
- 桜雪・辻真先・二村ヒトシのBUZZ WORD NEWS～2016年炎上ニュースを消火します[14]（ドワンゴ、2016年12月29日放送）

## その他
- 機動戦士ガンダムをモチーフにした『連邦軍が捕まって、あんなことも！こんなことも！』では、自らシ○ア・アズナブルに扮して出演しているが、「まったく似ていない」とあるサイトで同作が酷評された。その記事を自身の掲示板にリンクとして貼られた際には「自分でも太りすぎだと思ってる」「俺みたいな腹ではラ○バ＝ラルの方がお似合いだ」と落ち込んだ様子の感想を残していた。
- 『コスプレ巨乳アイドル及川奈央』では、及川に峰不○子、鉄腕アト○、マチ○ダ中尉、エヴァ○ゲリオン初号機などの扮装でセックスさせた。
- 電車男で書籍に収録されなかった性的な部分を原案に「映画よりテレビより原作に忠実に映像化した」と称して、『電車男の接吻とセックス』（主演・小泉キラリ）というAVも制作した。
- AV出演強要問題について、「セックスと自傷行為は結び付きやすい」と指摘した上で、「強い“承認欲求”を満足させようとして無理をしてしまう女優がいる」と証言している[15]。